# Bimbaches

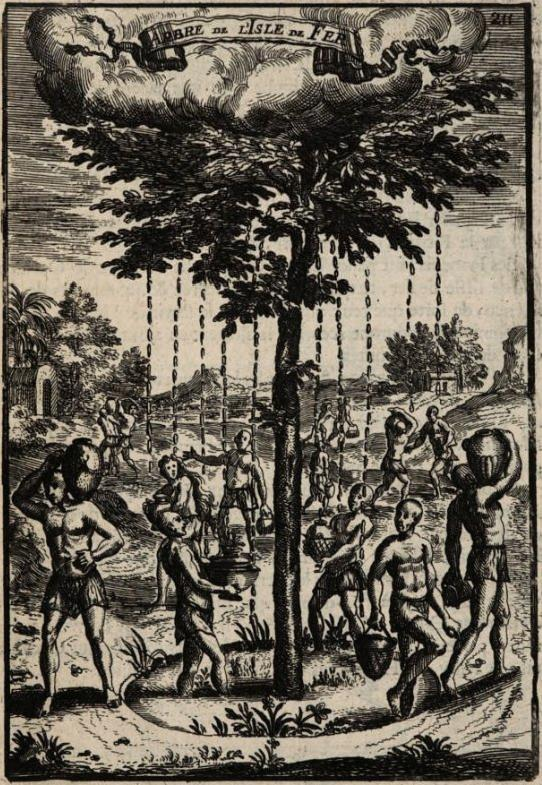
Representação de bimbaches recolhendo água da árvore garoé. Gravado de Alain Manesson Mallet para a obra Description de l'Univers, de 1683

Bimbache ou bimbape é a designação dos primeiros povoadores que habitavam a ilha de El Hierro, nas Canárias, até à conquista europeia no século XV.
É um dos povos que constituíam os antigos canários, entroncados genética e culturalmente com os berberes do norte de África.

## Etnónimo e toponimia
Alguns linguistas afirmam que o nome dos primeiros colonizadores de El Hierro vem da primitiva voz Beny`Bachire ou Ben-Bachir. Do seu significado apenas se conhece um comentário, que diz que se relaciona mediante a transformação do termo Ben-Cheni, usado para designar os indígenas de Tenerife, os guanches, em "Bin-Ban-Cheni" significando em berber "filhos dos filhos de Tenerife". Por esta razão pensa-se que os bimbaches possam descender dos guanches de Tenerife.
O filólogo Ignacio Reis propôs a hipótese do termo bimbache −que traduz como 'os da cimeira'− aplicar-se apenas a uma parte da população indígena da ilha.

### Toponímia
A ilha era conhecida pelos bimbaches como Eseró ou Heró.

## Origem
As datações mais antigas de vestígios arqueológicos de El Hierro situam-se cerca dos séculos ii e V a.C..

## Modo de vida

### Economia e subsistência

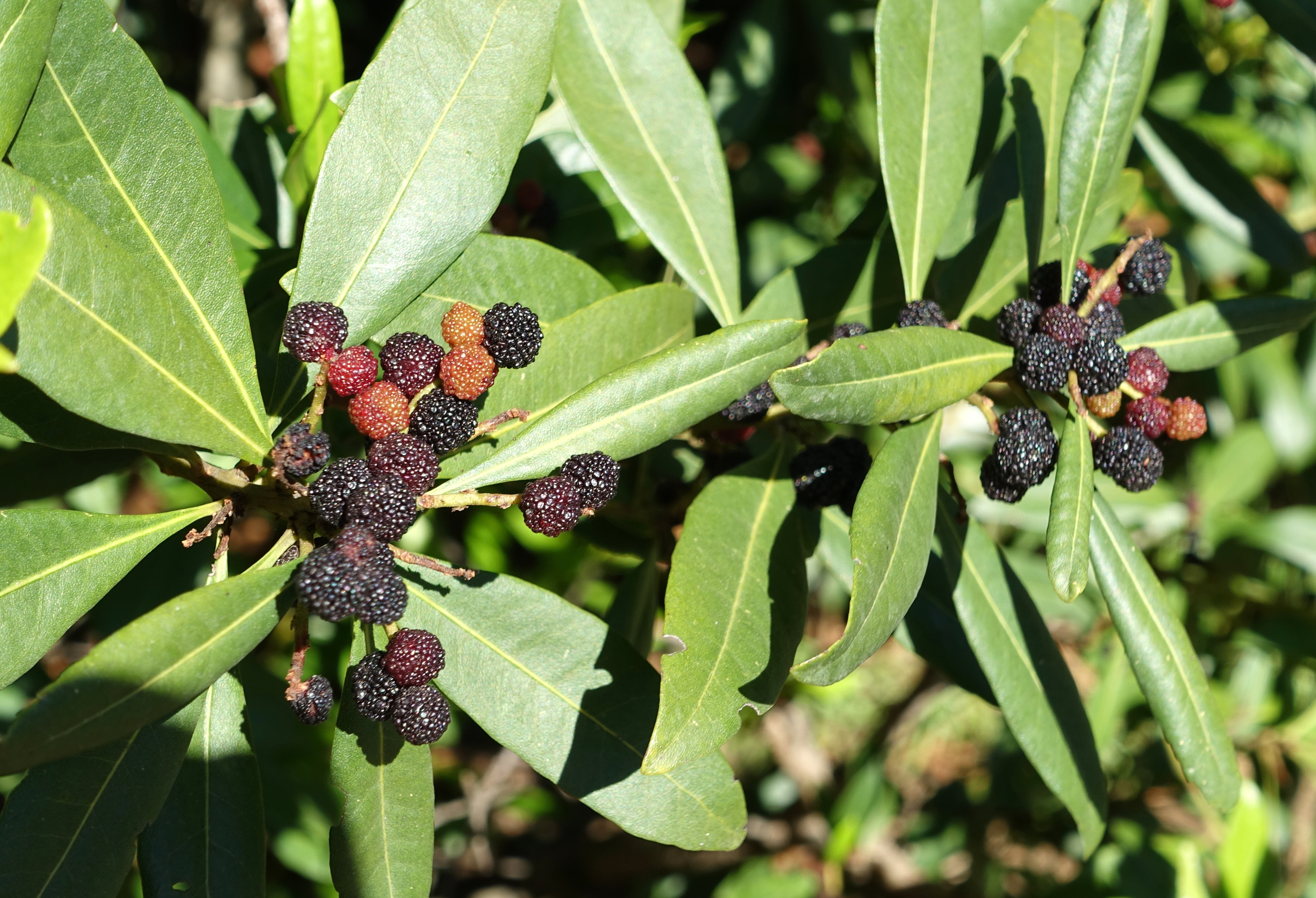
Os frutos da faia denominados creses faziam parte da dieta dos bimbaches.

A economia dos bimbaches era sobretudo pastoril, com abundante gado caprino, ovino e porcino.
A carne era consumida cozida ou assada, obtendo-se igualmente do gado leite que denominavam achemen e manteiga ou mulan.
Quanto à agricultura, os primeiros historiadores contradizem-se, com os cronistas de Le Canarien indicando que tinham grande quantidade de favas e trigo, enquanto outros como Juan de Abréu Galindo dizem que não cultivavam nenhum tipo de grão nem legume. As investigações arqueológicas têm constatado a existência pelo menos de cevada na época indígena.
A recoleção de produtos naturais era parte importante da sua subsistência. Eram consumidos os frutos dos mocanos e faias, com os quais também se fazia uma espécie de vinho, assim como os bicácaros. Os rizomas de fetos, que denominavam haran, eram consumidos moídos e cozinhados com leite.
Os bibaches aproveitavam igualmente os recursos marinhos, apanhando lapas, caramujos e outros moluscos, destacando-se os lugares onde os indígenas acumulavam os restos do seu consumo denominados «concheiros», localizados tanto na costa como no interior. Era igualmente praticada a pesca.
A água, que chamavam ahemon, era obtida a partir de algumas fontes naturais, e sobretudo destilada de uma árvore denominada garoé, e recolhida num tanque escavado na rocha ao pé da árvore.

## Organização sócio-política
Em El Hierro, ao contrário de todas as outras ilhas, exceto Lanzarote, não existia divisão territorial.
As terras e outros recursos comuns geriam-se e repartiam equitativamente, com acordos realizados numa assembleia coletiva, servindo um dos reis como mediador.

## Religião
O poder divino era representado pela natureza. Em El Hierro existiam duas divindades importantes, Eraorahan (varão) e Moneiba (mulher) como deuses benignos, e um outro maligno, ao qual rogavam em tempos de desespero, chamado Aranfaybo.

## Contacto com outras culturas

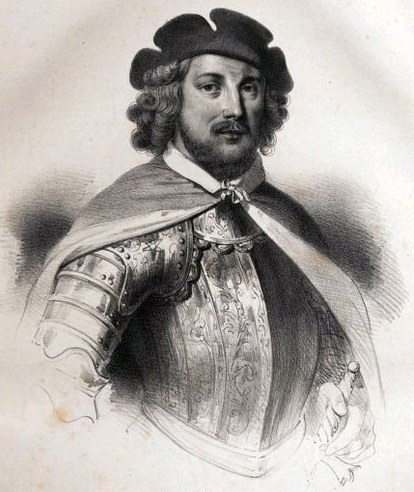
Jean IV de Bettencourt, conquistador de El Hierro.

Tanto antes como depois da incorporação da ilha na Coroa espanhola, alguns habitantes produtivos, entre os 17 e os 25 anos, foram levados como mão de obra escrava para Castela. Recuperaram depois o estado de seres humanos livres e regressaram à ilha. Mais tarde,franceses e galegos instalaram-se na ilha sob o regime senhorial das Coroas de Castela e Aragão.
A conquista teve lugar em fins de 1405 por Jean de Bettencourt. Não houve resistência por parte da escassa população indígena, que em grande parte foi vendida como escrava, sendo a ilha repovoada com colonos normandos e castelhanos. Embora Bettencourt tenha prometido respeitar a liberdade dos bimbaches, acabou vendendo a maioria dos habitantes como escravos.

## Bimbaches conhecidos
- Añofo
- Armiche
- Augeron
- Ossinissa
- Nisa, filha de Ossinissa e mulher de Juan Machín de Arteaga, com larga descendência na ilha.[5]
- Nasci, igualmente filha de Ossinissa, casada com o Ayala que ficou em El Hierro.[6]

## Jazidas arqueológicas
- Povoado indígena de El Julan
- Gravuras rupestres da Restinga